# Антозеро
Анто́зеро (Антоозеро, Ант; бел. Антво́зера) — озеро в Гродненском районе Гродненской области Белоруссии. Относится к бассейну реки Пыранка.

## Гидрография
Антозеро находится в 23 км к северо-востоку от города Гродно, примерно в 0,42 км южнее деревни Новая Руда, на высоте 116,0 м над уровнем моря.
Площадь поверхности озера составляет 0,55 км². Длина — 1,7 км, наибольшая ширина — 0,46 км, средняя — 0,33 км. Длина береговой линии — 3,52 км. Объём воды в озере — 0,78 млн м³. Наибольшая глубина — 3,8 м, средняя — 1,4 м. Площадь водосбора — 135,7 км².
Склоны котловины высотой 5—12 м, поросшие лесом, сливаются с берегами. Берега песчаные, преимущественно высокие, со значительным перепадом высот; в южной части низкие, заболоченные.
Минерализация воды составляет приблизительно 218 мг/л, прозрачность — 1 м, цветность — 130°, водородный показатель — 7,58. Через Антозеро протекает река Соломянка, далее впадающая в озеро Зацково. Выше по течению располагается озеро Став.
В озере обитают лещ, плотва, линь, карась, щука, окунь, краснопёрка и другие виды рыб.

## Охрана природы и рекреационное использование
Антозеро входит в состав ландшафтного заказника республиканского значения Озёры. На прилегающей к водоёму территории организована зона отдыха. Озеро является местом прохождения популярных туристских маршрутов.
В последние годы на озере отмечается ухудшение экологической обстановки.